# Anonconotus apenninigenus
Anonconotus apenninigenus är en insektsart som beskrevs av Targioni-tozzetti 1881. Anonconotus apenninigenus ingår i släktet Anonconotus och familjen vårtbitare. Inga underarter finns listade i Catalogue of Life.